# Rafael Heliodoro Valle
Rafael Heliodoro Valle (Tegucigalpa, Honduras, 3 de julio de 1891 – México, 29 de julio de 1959) fue un escritor hondureño que realizó destacados estudios en el campo de la historia y la literatura.

## Biografía
Sus padres fueron Felipe Valle y Ángela Hernández. En 1907 llega a México, país que se convertiría en su segunda patria (vivió cerca de 50 años en esta nación), para estudiar en la Escuela Normal de Tacuba becado por el gobierno mexicano. Es nombrado en 1922, por José Vasconcelos, jefe del Departamento de Bibliotecas y director de publicaciones del Museo Nacional de Arqueología, Historia y Etnografía; mientras tanto estudia en la Universidad Nacional de México donde consigue los grados de maestro y doctor en historia.
En 1924 viaja al Perú invitado para el Centenario de la Batalla de Ayacucho, y conoce a poetas como José Santos Chocano y José María Eguren. Es condecorado con la Orden del Sol del Perú, y en 1949 es nombrado Embajador de Honduras en los Estados Unidos de América, cargo que ostentó entre los años 1949 a 1956, durante este periodo funda la asociación de El Ateneo Americano.
Durante buena parte de su vida adulta fue un incansable columnista en múltiples periódicos, según el testimonio de un amigo cercano "Cuando el reloj daba las once [...] empezaba a escribir su colaboración para los periódicos. Comenzaba por los del extranjero. Hubo ocasión en que colaboraba en setenta periódicos al mismo tiempo"

### Cargos
- Profesor de estado graduado en la Escuela Normal de Maestros de México.
- Doctor en Ciencias Histórica de la Universidad Nacional Autónoma de México (UNAM).
- Doctor honoris causa de la Universidad Nacional Autónoma de Honduras UNAH.
- Delegado de Honduras al Congreso Científico Panamericano de Lima.
- Redactor del Diario Excelsior de México.
- Recibió el Premio Cabott como periodista continental de América.
- Fue correspondiente de la Academia Española de la Lengua.
- Fundador del Ateneo Americano, en EEUU.

## Obras
- La nueva poesía de América. -- [México, D.F. : s.n., 1920?]
- El rosal del ermitaño. -- San José [Costa Rica] : García Monge y Cía., 1920
- Ánfora sedienta. -- México, D.F. : M. León Sánchez, Suc., 1922
- El convento de Tepotzotlán. -- México, D.F. : [s.n.], 1924
- San Bartolomé de las Casas. -- [México, D.F. : Publicación de la Embajada de Guatemala en México, 1926]
- México imponderable. -- Santiago de Chile : Edit. Ercilla, 1936
- El espejo historial. -- México, D.F. : Ediciones Botas, 1937
- Bibliografía de Manuel Ignacio Altamirano. -- México, D.F. : D.A.P.P., 1939
- Tierras de Pan Llevar. -- Santiago de Chile : Edit. Ercilla, 1939
- Bibliografía maya. -- México, D.F. : Instituto Panamericano de Geografía e Historia, [1940?]
- Unísono amor. -- México, D.F. : Impr. de M.N. Lira, 1940
- La cirugía mexicana del siglo XIX. -- México, D.F. : Tip. Sag, [1942]
- Contigo. -- México, D.F. : Edit. R. Loera y Chávez, 1943
- Visión del Perú. -- México, D.F. : [Eds. Llama], 1943 (Otra Ed. 1973)
- Valle. Prólogo y selección. Eds. Secretaría de Educación Pública, México 1943.
- Itúrbide. Varón de Dios. -- México, D.F. : Edit. Xochitl, 1944
- Oradores americanos. -- México, D.F. : Secretaría de Educación Pública, 1946
- Santiago en América. -- México, D.F. : Edit. Santiago, 1946
- Tres pensadores de América. -- México, D.F. : Secretaría de Educación Pública, 1946
- Semblanza de Honduras. -- Tegucigalpa : Impr. Calderón, [1947?]
- Cristóbal de Olid. -- México : [s.n.], 1948 (otras Ed. 1987, 1997)
- Bibliografía cervantina en la América española. -- México : Impr. Universitaria, 1950
- Ermilo Abreu Gómez. -- [Washington D. C. : s.n., 1950?]
- México en el mundo de hoy. -- México, D.F. : Edit. Guarania, 1952
- Bibliografía de Rafael de Landívar. -- Bogotá : Instituto Caro y Cuervo, 1953
- Exposición a la opinión pública de América. -- México, D.F. : Talleres Gráficos de Excelsior, 1955
- Flor de Mesoamérica. -- San Salvador : Ministerio de cultura, Departamento Editorial, [1955]
- Historia de las ideas contemporáneas en Centro-América. -- México, D.F. : Fondo de Cultura Económica, [1960]
- La rosa intemporal. -- México, D.F. : [Edit. Libros de México], 1964